# Лимарєв Анатолій Григорович
Анато́́лій Григо́́рович Ли́марєв (1 квітня 1929, Амвросіївка — 6 листопада 1985, Київ) — український радянський живописець; член Спілки радянських художників України з 1970 року.

## Життєпис
Народився 1 квітня 1929 року в селі Амвросіївці (нині місто Донецького району Донецької області, Україна). Протягом 1946—1951 років навчався у Київській художній школі імені Тараса Шевченка, закінчив із золотою медаллю; 1951—1957 роках продовжив здобувати мистецьку освіту у Київському державному художньому інституті, де навчався в майстерні живопису Сергія Григор'єва. Дипломна робота — картина «Дівчина шахтарка».
Упродовж 1957—1967 років працював у Донецьку, завідував студією образотворчого мистецтва місцевої організації Спілки радянських художників України, був членом художньої ради Художнього фонду УРСР. З 1967 року мешкав у Києві, облаштував майстерню на Подолі, на вулиці Хорива, № 15, у 1974 році отримав майстерню на вулиці Перспективній, а у кінці 1970-х переїхав до нової майстерні на Оболоні. Помер у Києві 6 листопада 1985 року, наклав на себе руки. Похований у Києві.

## Творчість
Працював у галузях монументального і станкового живопису (створював пейзажі, портрети, натюрморти). Серед робіт:
монументальна творчість
- під час донецького періоду творчості вивчав техніку декоративної мозаїки, оформив у Донецьку дитячий кінотеатр, піонерський табір «Молода гвардія» в Одесі[1];
- у 1968 році разом з Аллою Горською, Віктором Зарецьким, Володимиром Смирновим і Борисом Плаксієм взяв участь у створенні мозаїки «Прапор перемоги» для музею «Молода Гвардія» у Краснодоні[1].

станковий живопис
- «Моє село» (1960);
- «Соняшники» (1960);
- «Автопортрет» (1960; 1967);
- «Дамба» (1965);
- «Стигле поле» (1967);
- «У донецькому степу» (1969);
- «Косар» (1970);
- «Ранок» (1971);
- «Тополя» (1971, Національний художній музей України)[5];
- «Весна» (1974);
- «В. Солодухін» (1975);
- «Перед грозою» (1977);
- «Багно» (1979);
- «Веселка» (1980);
- «Полудень» (1980);
- «Сині гуси» (1981);
- «Балкон» (1982);
- «М. Грицюк» (1982);
- «Дочка» (1982);
- «Тарас Шевченко у засланні» (1982, Національний художній музей України)[5];
- «Дівчинка з метеликом» (1983);
- «Туман» (1983);
- «Бабуня з онуками» (1983);
- «Гілка акації» (1983);
- «Весна» (1984);
- «Валя» (1985);
- «Чистять сливи» (1985);
- «Спека» (1985);
- «Білі коні» (1985);
- «Хлопці і коні» (1985);
- «Банки» (1985);
- «Баба в'яже цибулю» (1985);
- «Пейзаж із кущем шипшини» (1985);
- «Біля криниці» (1985);
- «На пасіці» (1985);
- «Сільський сніданок» (1985);
- «Вінки з кульбаб» (1985);
- «Рожева земля» (1985);
- «Еолова арфа» (1985);
- «Ангел, що впав» (1985);
- «Сяйво у склі. Кавабата Ясунарі» (1985)
- «Чекає гостей» (1985).

1957 року взяв участь у Всесоюзній художній виставці у Москві. Надалі його твори експонуватимуться на республіканських, всесоюзних і зарубіжних виставках, зокрема на Кубі. 1985 року взяв участь у «Виставці дев'яти» у Республіканському Будинку художника у Києві. Персональні посмертні виставки відбулися у Києві у 1988 та 2012 роках.
Крім згаданого музею, роботи художника зберігаються у Дирекціі виставок Національної спілки художників України, Дирекціі художніх виставок Міністерства культури та інформаційної політики України, у приватних зібраннях України, Росії та інших країн Європи.

## Книги про нього
- Анатолій Лимарєв. Живопис. Графіка. Каталог виставки творів. Київ, 1987;
- Анатолій Лимарєв. Той, що йде за Сонцем. Київ, Дукат, 2015.